# Colpotrochia sadensis
Colpotrochia sadensis là một loài tò vò trong họ Ichneumonidae.